# Championnats du monde de patinage artistique 1959
Navigation
Mondiaux 1958 Mondiaux 1960
Les championnats du monde de patinage artistique 1959 ont lieu à la patinoire de Broadmoor de Colorado Springs aux États-Unis. 

## Qualifications
Les patineurs sont éligibles à l'épreuve s'ils représentent une nation membre de l'Union internationale de patinage (International Skating Union en anglais). Les fédérations nationales sélectionnent leurs patineurs en fonction de leurs propres critères.
L'Union internationale de patinage autorise chaque pays à avoir de une à quatre inscriptions par discipline. 

## Podiums
| Épreuves                            | Or                            | Argent                              | Bronze                               |
| ----------------------------------- | ----------------------------- | ----------------------------------- | ------------------------------------ |
| Messieurs résultats détaillés       | David Jenkins                 | Donald Jackson                      | Tim Brown                            |
| Dames résultats détaillés           | Carol Heiss                   | Hanna Walter                        | Sjoukje Dijkstra                     |
| Couples résultats détaillés         | Barbara Wagner / Robert Paul  | Marika Kilius / Hans-Jürgen Bäumler | Nancy Ludington / Ronald Ludington   |
| Danse sur glace résultats détaillés | Doreen Denny / Courtney Jones | Andree Anderson / Donald Jacoby     | Geraldine Fenton / William McLachlan |

## Tableau des médailles
| Rang  | Nation               | Or | Argent | Bronze | Total |
| ----- | -------------------- | -- | ------ | ------ | ----- |
| 1     | États-Unis           | 2  | 1      | 2      | 5     |
| 2     | Canada               | 1  | 1      | 1      | 3     |
| 3     | Royaume-Uni          | 1  | 0      | 0      | 1     |
| 4     | Allemagne de l'Ouest | 0  | 1      | 0      | 1     |
| 4     | Autriche             | 0  | 1      | 0      | 1     |
| 6     | Pays-Bas             | 0  | 0      | 1      | 1     |
| Total | Total                | 4  | 4      | 4      | 12    |

## Détails des compétitions

### Messieurs
| Rang | Nom               | Nation               | Places | Points | Fig. impo. | Prog. libre |
| ---- | ----------------- | -------------------- | ------ | ------ | ---------- | ----------- |
| 1    | David Jenkins     | États-Unis           | 7      |        |            |             |
| 2    | Donald Jackson    | Canada               | 18     |        | 4          | 2           |
| 3    | Tim Brown         | États-Unis           | 19     |        |            |             |
| 4    | Alain Giletti     | France               | 26     |        |            |             |
| 5    | Karol Divín       | Tchécoslovaquie      | 42     |        |            |             |
| 6    | Tilo Gutzeit      | Allemagne de l'Ouest | 52     |        |            |             |
| 7    | Alain Calmat      | France               | 53     |        |            |             |
| 8    | Bradley Lord      | États-Unis           | 56.5   |        |            |             |
| 9    | Norbert Felsinger | Autriche             | 56     |        |            |             |
| 10   | Edward Collins    | Canada               | 61.5   |        |            |             |
| 11   | Robert Brewer     | États-Unis           | 71     |        |            |             |
| 12   | David Clements    | Royaume-Uni          | 84     |        |            |             |
| 13   | Hubert Köpfler    | Suisse               | 91     |        |            |             |

### Dames
| Rang    | Nom               | Nation               | Places | Points | Fig. impo. | Prog. libre |
| ------- | ----------------- | -------------------- | ------ | ------ | ---------- | ----------- |
| 1       | Carol Heiss       | États-Unis           | 7      |        |            |             |
| 2       | Hanna Walter      | Autriche             | 20     |        |            |             |
| 3       | Sjoukje Dijkstra  | Pays-Bas             | 24     |        |            |             |
| 4       | Ina Bauer         | Allemagne de l'Ouest | 30     |        |            |             |
| 5       | Barbara Roles     | États-Unis           | 31     |        |            |             |
| 6       | Lynn Finnegan     | États-Unis           | 40     |        |            |             |
| 7       | Regine Heitzer    | Autriche             | 56     |        |            |             |
| 8       | Nancy Heiss       | États-Unis           | 54     |        |            |             |
| 9       | Anna Galmarini    | Italie               | 60     |        |            |             |
| 10      | Sandra Tewkesbury | Canada               | 78     |        |            |             |
| 11      | Margaret Crosland | Canada               | 82     |        |            |             |
| 12      | Sonia Snelling    | Canada               | 82     |        |            |             |
| 13      | Carla Tichatschek | Italie               | 82     |        |            |             |
| 14      | Yuko Araki        | Japon                | 89     |        |            |             |
| Abandon | Joan Haanappel    | Pays-Bas             |        |        |            |             |

### Couples
| Rang | Nom                                 | Nation               | Places | Points |
| ---- | ----------------------------------- | -------------------- | ------ | ------ |
| 1    | Barbara Wagner / Robert Paul        | Canada               | 9      |        |
| 2    | Marika Kilius / Hans-Jürgen Bäumler | Allemagne de l'Ouest | 19     |        |
| 3    | Nancy Ludington / Ronald Ludington  | États-Unis           | 35.5   |        |
| 4    | Maria Jelinek / Otto Jelinek        | Canada               | 37     |        |
| 5    | Margret Göbl / Franz Ningel         | Allemagne de l'Ouest | 40.5   |        |
| 6    | Maribel Owen / Dudley Richards      | États-Unis           | 50     |        |
| 7    | Gayle Freed / Karl Freed            | États-Unis           | 59     |        |
| 8    | Diana Hinko / Heinz Döpfl           | Autriche             | 72     |        |

### Danse sur glace
| Rang | Nom                                  | Nation      | Places | Points | Danses imposées | Danse libre |
| ---- | ------------------------------------ | ----------- | ------ | ------ | --------------- | ----------- |
| 1    | Doreen Denny / Courtney Jones        | Royaume-Uni | 6      |        |                 |             |
| 2    | Andree Anderson / Donald Jacoby      | États-Unis  | 12     |        |                 |             |
| 3    | Geraldine Fenton / William McLachlan | Canada      | 14     |        |                 |             |
| 4    | Margie Ackles / Charles Phillips     | États-Unis  | 25     |        |                 |             |
| 5    | Ann Martin / Edward Collins          | Canada      | 28     |        |                 |             |
| 6    | Christiane Guhel / Jean-Paul Guhel   | France      | 30     |        |                 |             |
| 7    | Cathrine Morris / Michael Robinson   | Royaume-Uni | 33     |        |                 |             |
| 8    | Svata Staroba / Mirek Staroba        | Canada      | 39     |        |                 |             |
| 9    | Judy Lamar / Ronald Ludington        | États-Unis  | 38     |        |                 |             |